# モックバスター
モックバスター (英: mockbuster) は、メジャーな映画作品に便乗し、同じようなテーマや紛らわしいタイトルで制作・流通される映画である。
モックバスターはしばしば低予算で制作され、通常オリジナルビデオ (Direct-to-video) 形態でリリースされる。モックバスター作品のリリースは、メジャー作品の劇場公開やソフト化と時期を合わせて行われるのが通例である。日本語では模倣映画などと呼ばれる。いわゆる「B級映画」の一種であり、米国のアサイラム社や日本のトータル・メディア・エージェンシーのようにモックバスター制作で注目される会社もある。

## 名称
mockbuster という言葉は、「大ヒット映画」を意味する blockbuster（ブロックバスター）と、「模倣」を意味する mock（モック）をかけたものである。
この種の映画は、英語では knockbuster や drafting opportunity などとも呼ばれる。
日本語では「模倣映画」、「便乗映画」、俗語的には「パクリ映画」などと呼ばれる。

## 特徴
モックバスターは、低予算で作成される映画という点で、古典的な「B映画」（米国でのB級映画の一形態）と合致する傾向にある。新しいビデオ機器やコンピューターグラフィックスを利用したり、メジャー作品の広告に便乗したりすることによって制作費を抑え、ホームビデオのニッチ市場で高い収益を得ている。
この種の映画は、メジャー作品と紛らわしいタイトルを用いることで、顧客が誤って手にすることを意図していると見ることもできる。たとえば、2006年に製作されたアサイラム社のモックバスター Snakes on a Train は、Snakes on a Plane （日本でのタイトルは『スネーク・フライト』） との混同を狙ったタイトルである。
一方で、市場の需要に応えて制作された正当な「類似作品」であると考えることもできる。たとえば、『マーシャル博士の恐竜ランド』Land of the Lost と同じジャンルの作品を求める観客は、The Land That Time Forgot を手にするかもしれない。
ほとんどのモックバスターは、劇場公開映画の人気に便乗するが、テレビシリーズやその他の形態のメディアから派生するものもある。1979年の映画 Angels Revengeは、人気テレビシリーズ『チャーリーズ・エンジェル』と見た目に多くの類似点があり、宣伝資材も『チャーリーズ・エンジェル』のグラフィックスタイルに似ていた。アニメ版のモックバスターもあり、GoodTimes Entertainment社は、1990年代にディズニー映画を模倣した作品（ディズニーの原作自体がパブリックドメインに基づくものであるが）を制作したことで知られた。
『長ぐつをはいたネコ』Puss in Bootsに対する便乗映画『Puss in Boots: A Furry Tale』 のような、アニメーションにおけるモックバスターは「drafting opportunity」とも呼ばれる。これはメジャーなタイトルを利用して利益を上げることを、自転車競技などにおけるドラフト走行（他者を風よけにして空気抵抗を減らし、試合を有利に運ぶこと）になぞらえたものである。ドリームワークス・アニメーションが制作したオリジナルの『長ぐつをはいたネコ』は、300人のスタッフが4年の歳月をかけ、1億3000万ドルの費用をかけてつくられた。一方でほとんど同じ名を持つモックバスターの Puss in Boots: A Furry Tale は、12人のスタッフにより6か月で制作されたもので、費用も100万ドル以下である。

### 大ヒット作と紛らわしい作品名による既存作品の流通
「オリジナル」となる大規模公開作品とはほとんど類似性のない、無関係な過去の作品をモックバスターとして流通させることもある。2011年にインドで制作されたアニメ映画 Super K – The Movie は、不思議な力を有する人造人間の少年を主人公とする作品であるが、アメリカにおいては Brave （『メリダとおそろしの森』）に便乗すべく Kiara the Brave というタイトルでビデオ販売され、脇役である赤毛の少女があたかも主人公であるかのようにカバーアートに描かれた（『メリダとおそろしの森』の主人公は赤毛の少女である）。

## 歴史
ハリウッドでもその他の場所でも、人気作品の後追いをする「模倣作品」は長い歴史を有している。たとえば、1959年にヴァン・ウィック・フィルムが制作した The Monster of Piedras Blancas は『大アマゾンの半魚人』（1954年）の明白な派生作品であり、クリーチャーのデザインは同じデザイナー（ジャック・キーヴァン）によって行われた。『妖怪巨大女』（1958年）はVillage of the Giants（1965年）を、『恐竜の島』（1975年）は『恐竜・怪鳥の伝説』（1977年）を派生させている。『スターウォーズ』（1977年）は、多くの模倣作品を生み出した。たとえば、Starcrash（1978年）、『宇宙の7人』Battle Beyond the Stars（1980年）などである。スティーヴン・スピルバーグによる家族向け映画『E.T.』（1982年）の成功を受けて制作された『マック』（1988年）は、あからさまに『E.T.』に便乗した作品で、プロダクトプレイスメントを濫用したことでも知られる。『レイダース/失われたアーク《聖櫃》』（1981年）の成功は、1980年代に多数の冒険映画・テレビドラマシリーズの制作ブームをもたらした。『ロマンシング・アドベンチャー/キング・ソロモンの秘宝』（1985年）、High Road to China（1983年）、Tales of the Gold Monkey（1982年）、Bring 'Em Back Alive（1982年）、
『ロマンシング・ストーン 秘宝の谷』（1984年）などである。
1990年代、GoodTimes Entertainment社は、パブリックドメインである童話のアニメ化を標榜し、ディズニー映画を模倣した作品を制作した。ディズニー社は1993年に GoodTimes Entertainment を訴えたが敗訴し（後述）、模倣映画の制作側に勢いを与えた。
2005年は米国でH・G・ウェルズ原作の『宇宙戦争』を原作とするスティーヴン・スピルバーグ監督の大作映画『宇宙戦争』（War of the Worlds, トム・クルーズ主演）が公開された年である。当時アメリカ合衆国で最大のDVD・ビデオゲームレンタルチェーンの一つであったブロックバスター社は、これと前後して『宇宙戦争』映画化企画を行っていた新興映画会社アサイラム版の『H.G.ウェルズ 宇宙戦争 -ウォー・オブ・ザ・ワールド-』 H.G. Wells' War of the Worlds の制作を後押しした。ブロックバスター社は、アサイラム版を10万本仕入れ、スピルバーグ版の封切りと同時に公開した（なお、この年にはもう1本、別の会社で『ザ・カウントダウン 地球大戦争』 H.G. Wells' The War of the Worlds が制作されている）。アサイラム社のデヴィッド・マイケル・ラットは、ブロックバスター社の判断を「二匹目のドジョウは売れると見込んだ」のであろうと評価し、以後アサイラム社はモックバスター制作に方針を転換する。

## 法的問題
大手スタジオにとって自社作品への「ただ乗り」作品は、市場における収益に与える影響という点では大きな問題ではないものの、広報面において悪い影響を及ぼすもととなっている。誤って Puss in Boots: A Furry Tale を購入した顧客が、それがモックバスターとは知らないままオリジナル作品のレビューに悪い評価をおこなうのである。1993年にディズニー社が Aladdin（『アラジン』）と同題・類似パッケージでビデオを販売していた Good Times Entertainment 社を訴えて退けられた判決の結果、モックバスターの制作者側は法的なトラブルなしに模倣作品の制作を行うようになった。
モックバスターはまた、虚偽広告という法的問題とも重なっている。かれらは、プロットやタイトルを微調整することにより、法的トラブルとなることを避けつつメジャー作品に便乗する。後述の Hobbit の事件（#アサイラム対ワーナー訴訟（2012年））まで、モックバスター制作会社は、タイトルを紛らわしいものにすることはもちろん、出演俳優も曖昧にすることがあった。
2013年12月、ディズニー社はカリフォルニア連邦裁判所に訴えを起こし、米国でフランスのアニメ映画 The Legend of Sarila の配給を行っている Phase 4 Films 社が、この映画のタイトルを Frozen Land と改題したことなどについて、差し止めを求めた。訴状によれば、Phase 4 Films社は、The Legend of Sarila の商業的利益をさらに上げるべく、ディズニー社の Frozen（『アナと雪の女王』） に紛らわしいアートワーク、タイトル、ロゴ、パッケージなどを用いているとした。

### アサイラム対ワーナー訴訟（2012年）
2012年、ワーナー・ブラザース社とソウル・ゼインツ社（SZC）は、商標権侵害、原作表記の虚偽、商標の希釈化、虚偽広告、及び不正競争の廉でアサイラム社を訴えた。原告は、被告の制作した Age of the Hobbits という映画のタイトルが、SZCの保持する "Hobbit"（ホビット）の商標権を侵害していると主張した。この作品は『ホビット 思いがけない冒険』 The Hobbit: An Unexpected Journey の全米公開に合わせモックバスターとして制作されたもので、プロットは「肉食ドラゴンを駆るジャワ原人によって奴隷化された、平和を愛する小柄な種族「ホビット」の青年 Goben が、近隣に暮らす「巨人」（ヒト）たちと協力して敵を打倒する」というものである。事前の警告状によりアサイラム社は紛らわしいポスターのデザインを変更したが、タイトルの変更は拒否したことから訴訟となった。
パブリックドメインである童話とは異なり、J・R・R・トールキンの小説の映画化の権利は、ワーナー・ブラザース社とSZCに排他的に供与されている。ワーナー・ブラザース社とSZCは、ある調査で回答者の約16〜24％が Age of the Hobbits をトールキンのホビットに関連する作品と混同したことなどを証拠に挙げ、消費者がタイトルに惑わされ、劇場チケット販売のみならずDVD販売にも損害を与えていると主張した。
アサイラム社側は、インドネシアで化石が発見されたヒト属の亜種（ホモ・フローレシエンシス）のことを、一部の科学者が（トールキンの物語から借用した）「ホビット」という名前で呼んでいることを挙げ、科学的用語をフェアユースしたのだとして「ホビット」の語の使用が正当であることを主張した。アサイラム社はまた「トールキンの生み出した種族ではない」という警告は提供しているとも主張した。
連邦裁判所は、ワーナー・ブラザース社が「ホビット」という語の商標権を所有していることを確認、また作中で扱われた種族が先史時代のインドネシアに暮らしていたと触れられるだけでホモ・フローレシエンシスを示唆する証拠がないとして、アサイラム社側のフェアユースとの主張を退けた。2012年12月10日に原告勝訴となり、アサイラムには「ホビット」の語の仮差し止め命令が下った。この作品（Lord of the Elves というタイトルも用いられていた）は最終的に Clash of the Empires とタイトルを改めリリースされた（なお、日本では『リトル・キングダム～《小さき者》たちの大きな冒険～』というタイトルで発売されており、用語が一部変更されている）。

## 関連文献
- Brian Raftery (2009年12月21日). “Now Playing: Cheap-and-Schlocky Blockbuster Ripoffs”. Wired 2011年6月25日閲覧。